# Hestimodema latevittata
Hestimodema latevittata is een spinnensoort in de taxonomische indeling van de stekelpootspinnen (Zoridae).
Het dier behoort tot het geslacht Hestimodema. De wetenschappelijke naam van de soort werd voor het eerst geldig gepubliceerd in 1909 door Eugène Simon.